# 達倫·奧戴

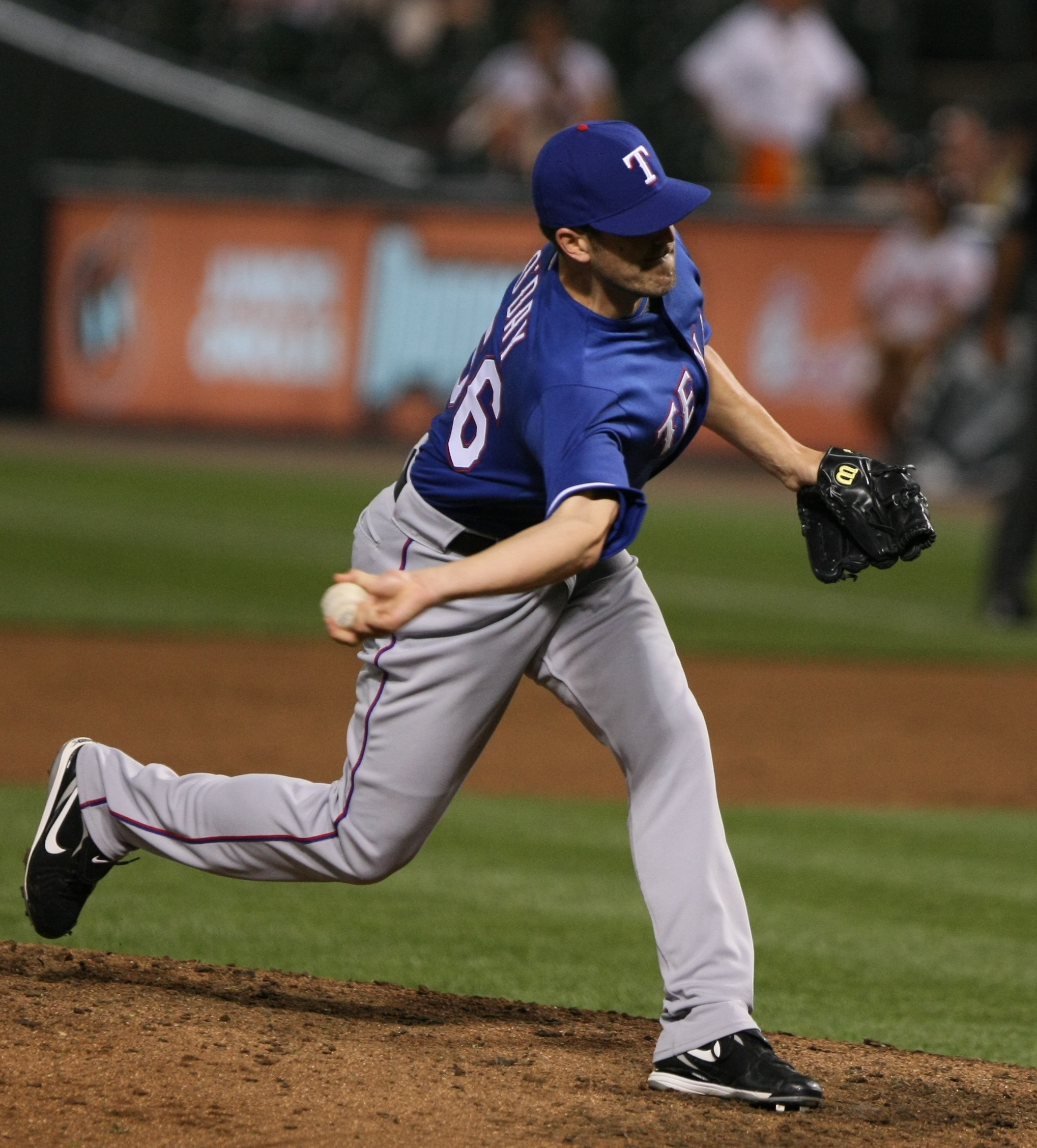
2009年4月，於德州遊騎兵以低肩側投投球的達倫·奧戴。

達倫·奧戴（英語：Darren Christopher O'Day，1982年10月22日—）出生於美國傑克遜維爾 (佛羅里達州)，為前美國職棒大聯盟的救援投手。奧戴是大聯盟投手裡面，少數以低肩側投投球的投手。

## 早期生活
奧戴出生於傑克遜維爾 (佛羅里達州)，畢業於傑克遜維爾的肯尼天主教高中（Bishop Kenny High School），在就學期間，他加入了學校的肯尼天主教十字軍棒球隊，另外，於蓋恩斯維爾 (佛羅里達州)就讀佛羅里達大學期間，他獲得了運動獎助金，並在在2003年－2006年加入學校的棒球隊。在2005年期間，他們打進了大學世界大賽，期間他擔任救援投手並獲得了生涯首次的救援成功。2006年。他順利的獲得了農業和生命科學的學士學位。

## 職業生涯

### 2008年－2011年
奧戴初次升上大聯盟是在2008年，當時是以洛杉磯安那罕天使球員的身份登場。同年的12月11日，奧戴被紐約大都會以規則五選秀的方式給選進隊上。而後在2009年，他只登場了4場比賽共兩個禮拜的時間，就被球隊放入指定派遣名單中，然後被德州遊騎兵從名單中選走，隨後在4月22日於客場對多倫多藍鳥的比賽中，再度回到大聯盟，不過這場比賽他只面對1位打者，並且被擊出安打，沒有解決任何人。整體而言，奧戴今年轉隊到遊騎兵，擔任救援投手期間表現不錯，58.2局投球中，防禦率只有1.84。
2011年球季，奧戴因為受傷的關係，表現並不理想，整個球季只出賽16場，投球局數16.2局，繳出0勝1敗、防禦率5.40的不理想成績。在球季結束以後，被放入釋出名單（waivers），11月2日，巴爾的摩金鶯將奧戴從釋出名單撿走。

### 2012年－至今
2012年球季，奧戴的表現回春，成為金鶯隊上重要的後援投手，總計投出67局、7勝1敗、2.28防禦率的成績，另外在季後賽也有優異的表現，總計出賽5場比賽，投了7局無失分，獲得3個中繼點。
2018年7月31日，與投手凱文·高斯曼被交易至勇士隊。
2021年與紐約洋基簽下1年250萬美元合約。

## 外部連結
- 球員資訊和成績在MLB，ESPN，Baseball-Reference，Fangraphs，The Baseball Cube，Baseball-Reference (Minors)（英文）